# Katra
Katra je žensko osebno ime.

## Izvor imena
Ime Katra je različica ženskega osebnega imena Katarina.

## Pogostost imena
Po podatkih Statističnega urada Republike Slovenije je bilo na dan 31. decembra 2007 v Sloveniji število ženskih oseb z imenom Katra: 51.

## Osebni praznik
Osebe z imenom Katra lahko godujejo takrat kot osebe z imenom Katarina.